# Ндиайе, Хашим
Хаши́м Ндиайе́ (фр. Hachim Ndiaye; род. 28 октября 1963) — сенегальский легкоатлет, специалист по бегу на короткие дистанции. Выступал за национальную сборную Сенегала по лёгкой атлетике в период 1989—1997 годов, бронзовый призёр чемпионата Африки, победитель Игр франкофонов, рекордсмен страны, участник летних Олимпийских игр в Атланте.

## Биография
Хашим Ндиайе родился 28 октября 1963 года.
Первого серьёзного успеха на взрослом международном уровне добился в сезоне 1989 года, когда вошёл в основной состав сенегальской национальной сборной и побывал на чемпионате Африки в Лагосе, откуда привёз награду бронзового достоинства, выигранную в беге на 400 метров — в финале его опередили только ивуариец Габриэль Тиако и кениец Симеон Кипкембой. Также в этом сезоне выиграл бронзовую и золотую медали на Играх франкофонов в Касабланке — в беге на 400 метров и в эстафете 4 × 400 метров соответственно.
В 1994 году на Играх франкофонов в Бондуфле вновь победил в эстафете 4 × 400 метров и стал серебряным призёром в личном зачёте 400 метров.
В 1995 году отметился выступлением на чемпионате мира в Гётеборге, но сумел дойти здесь лишь до стадии четвертьфиналов.
Благодаря череде удачных выступлений удостоился права защищать честь страны на летних Олимпийских играх 1996 года в Атланте. В программе эстафеты 4 × 400 метров вместе со своими соотечественниками показал четвёртый результат, при этом установил национальный рекорд Сенегала в данной дисциплине (3:00,64), который до сих пор остаётся непобитым.
После атлантской Олимпиады Ндиайе ещё в течение некоторого времени оставался в составе легкоатлетической команды Сенегала и продолжал принимать участие в крупнейших международных стартах. Так, в 1997 году он выиграл серебряную и золотую медали на Играх франкофонов в Антананариву — в беге на 400 метров и в эстафете 4 × 400 метров соответственно. Кроме того, участвовал в чемпионате мира в Афинах, где на 400-метровой дистанции установил свой личный рекорд, показав результат 45,44 секунды.